# Can Yaman
Can Yaman (Istanboel, 8 november 1989) is een Turks acteur, model en advocaat. Hij ontving in 2018 een Gouden Vlinder Award voor de 'Beste Acteur in een Romantische Komedie' voor zijn rol in Erkenci Kuş. Hij speelde ook in de tv-series Gönül İşleri, İnadına Aşk, Hangimiz Sevmedik, Dolunay en onlangs Bay Yanlış in 2020.

## Biografie
Yaman werd op 8 november 1989 geboren in Istanboel. Zijn vaderskant is etnisch Albanees, afkomstig uit Noord-Macedonië (grootmoeder) en Kosovo (grootvader). Vanwege financiële moeilijkheden die zijn ouders ondervonden, waren Yamans grootouders betrokken bij zijn opvoeding. Yaman's ouders scheidden toen hij vijf jaar oud was.